# Tunhamn
Tunhamn est un petit groupe d'îles de l'archipel finlandais à Kimitoön en Finlande.

## Géographie
Tunhamn est situé dans le parc national de l'archipel, juste à côté de la frontière de Parainen.
Tunhamn a une superficie de 105 hectares,.
Le traversier M/S Stella dessert régulièrement l'île depuis Kasnäs.
Aujourd'hui, Tunnhamn est connue pour ses prairies florissantes et pour être l'une des dernières grandes îles de la mer de l'archipel à ne pas avoir l'électricité.